# A Single Man (1929)
A Single Man is een Amerikaanse filmkomedie uit 1929 onder regie van Harry Beaumont. Destijds werd de film in Nederland uitgebracht onder de titel Beter laat dan nooit. De film is wellicht zoekgeraakt.

## Verhaal
Robin Worthington is een man van middelbare leeftijd die verliefd op een flamboyante, jonge vrouw. Hij ondergaat een diepgaande verandering van karakter, maar uiteindelijk kiest hij toch voor zijn secretaresse Mary Hazeltine, die al jaren stiekem verliefd op hem is. 

## Rolverdeling
| Acteur           | Personage         |
| ---------------- | ----------------- |
| Lew Cody         | Robin Worthington |
| Aileen Pringle   | Mary Hazeltine    |
| Marceline Day    | Maggie            |
| Edward J. Nugent | Dickie            |
| Kathlyn Williams | Mevrouw Cottrell  |
| Aileen Manning   | Mevrouw Farley    |